# Nothobomolochus digitatus
Nothobomolochus digitatus is een eenoogkreeftjessoort uit de familie van de Bomolochidae. De wetenschappelijke naam van de soort is voor het eerst geldig gepubliceerd in 1970 door Cressey & Collette.